# Brevipalpus crotoni
Brevipalpus crotoni är en spindeldjursart som beskrevs av De Leon 1960. Brevipalpus crotoni ingår i släktet Brevipalpus och familjen Tenuipalpidae. Inga underarter finns listade.